# Vångsö-Biskopsmåla
Vångsö-Biskopsmåla este o arie protejată (arie specială de conservare — SAC, sit de importanță comunitară — SCI) din Suedia întinsă pe o suprafață de 83,5 ha, integral pe uscat.

## Localizare
Centrul sitului Vångsö-Biskopsmåla este situat la coordonatele 56°08′56″N 15°06′45″E / 56.149°N 15.1126°E.

## Înființare
Situl Vångsö-Biskopsmåla a fost declarat sit de importanță comunitară în ianuarie 2002 pentru a proteja 1 specie de animale. Situl a fost protejat și ca arie specială de conservare în martie 2011.

## Biodiversitate
Situată în ecoregiunile continentală și marină baltică, aria protejată conține 10 habitate naturale: Păduri de stejar sau de stejar și carpen sub-atlantice și medio-europene de Carpinion betuli, Păduri de fag Asperulo-Fagetum, Păduri caducifoliate de mlaștină fino-scandinave, Păduri de fag Luzulo-Fagetum, Insulițe și insule mici din Baltica boreală, Formațiuni de Juniperus communis pe lande sau pajiști calcaroase, Pășuni din zone de pădure fino-scandinave, Păduri acidofile de stejar bătrân cu Quercus robur pe câmpii nisipoase, Roci stâncoase cu vegetație pionieră de Sedo-Scleranthion sau Sedo albi-Veronicion dillenii, Pășuni de coastă din Baltica boreală.
La baza desemnării sitului se află o specie protejată de  nevertebrate: rădașcă (Lucanus cervus).